# Zeuxine integrilabella
Zeuxine integrilabella là một loài thực vật có hoa trong họ Lan. Loài này được C.S.Leou miêu tả khoa học đầu tiên năm 1994.